# Bouinan
bouinan n est pas la bon traduction bu inan c est de bereber 
Bouinan (în arabă بوعينان) este o comună din provincia Blida, Algeria.
Populația comunei este de 31.070 de locuitori (2008).